# Ljoedmila Kostjoekevitsj
Ljoedmila Kostjoekevitsj (Людмила Костюкевич) (8 juli 1964) is een Wit-Russisch langebaanschaatsster. Tot 1 januari 1992 kwam zij uit voor de Sovjet-Unie.
In 1998 nam zij voor Wit-Rusland deel aan de Olympische Winterspelen van Nagano op de 500 meter en 1000 meter.

## Records

### Persoonlijke records[4]
| Afstand    | Tijd    | Datum            | Baan   |
| ---------- | ------- | ---------------- | ------ |
| 500 meter  | 41,00   | 13 februari 1998 | Nagano |
| 1000 meter | 1.22,58 | 19 februari 1998 | Nagano |
| 1500 meter | 2.09,57 | 31 maart 1989    | Medeu  |
| 3000 meter | 4.38,56 | 27 maart 1984    | Medeu  |
| 5000 meter | 7.59,99 | 1 april 1989     | Medeu  |